# Franz Mattenklott
Franz Mattenklott (19 de noviembre de 1884 - 28 de junio de 1954) fue un general alemán en la Wehrmacht de la Alemania nazi durante la II Guerra Mundial. Recibió la Cruz de Caballero de la Cruz de Hierro.
Nacido en Silesia, Mattenklott se convirtió en oficial militar en 1903 y luchó en la I Guerra Mundial. Permaneció en el ejército disminuido de la República de Weimar después de la guerra, y para principios de la II Guerra Mundial ya era mayor general. Solo estuvo limitadamente envuelto en la batalla de Francia en 1940, pero sus unidades jugaron un papel decisivo durante la invasión alemana de Grecia en 1941 y, después el mismo año, durante el asedio a Sebastopol y en otras operaciones en Crimea. Fue seleccionado como comandante de distrito militar a mediados de 1944, y encaró a los aliados occidentales durante las batallas finales de la guerra en la primavera de 1945.
Aunque implicado en crímenes de guerra tanto en el frente Oriental como el Occidental durante la II Guerra Mundial, Mattenklott nunca fue condenado por ninguna mala conducta, muriendo como un hombre libre en verano de 1954.

## Primeros años y I Guerra Mundial
Franz Mattenklott nació el 19 de noviembre de 1884 en Grünberg, una ciudad de la Provincia prusiana de Silesia, siendo hijo de Dietrich Mattenklott y de su esposa Elfriede, nacida Duttenhöfer. Su padre era director de una fábrica de azúcar en Ober Pritschen en Silesia, terrateniente y capitán retirado del Ejército prusiano.
Después de completar sus estudios secundarios, Franz Mattenklott pidió entrar en un regimiento de infantería en Metz, Alsacia-Lorena, entonces parte del Imperio alemán. Tras superar un examen escrito, Mattenklott entró en el servicio del Ejército prusiano como aspirante a oficial el 28 de diciembre de 1903. Recibió su comisión como oficial en 1905. Para 1912 había avanzado a la posición de adjunto del 1.º Batallón del regimiento. Mattenklott sirvió durante la I Guerra Mundial como capitán.

## Periodo de entreguerras
Después de la capitulación del Imperio alemán, Mattenklott fue retenido en el Reichsheer de la República de Weimar. Continuó ascendiendo en los rangos del Reichswehr, siendo promovido a mayor en 1928. Su siguiente puesto fue como instructor en la Escuela de Infantería en Dresde. En 1932, alcanzó el rango de teniente coronel.
El ascenso al poder de Adolf Hitler en 1933 marcó el fin de la República de Weimar. Los años siguientes, desoyendo las consideraciones de confinamiento del Tratado de Versalles, el régimen nazi intensificó el rearme de Alemania (Aufrüstung) e incrementó el tamaño del ejército. Como parte de este proceso, Mattenklott recibió el mando del recién formado Regimiento de Infantería Stargard el 1 de octubre de 1934 y fue promovido a coronel ese mismo día.
Mattenklott finalmente entró en el generalato a la edad de 53 años, con su promoción a mayor general el 1 de marzo de 1938. Su nuevo puesto fue en la parte occidental del Tercer Reich: el 1 de julio de 1938, fue seleccionado comandante del Mando Fronterizo en Trier (Grenz–Kommandantur Trier). Estaba todavía en ese puesto cuando la Alemania nazi invadió Polonia el 1 de septiemre de 1939, marcando el inicio de la II Guerra Mundial en Europa.

## II Guerra Mundial

### Francia
Al estallar la guerra, la mayoría de las fuerzas armadas germanas estaban luchando en Polonia, pero habiendo declarado la guerra los Aliados Occidentales a la Alemania Nazi, sus fronteras occidentales era vulnerables. Parte  de la crítica tarea de vigilar la frontera fue dada a Mattenklott, quien tenía tres regimientos —dos de infantería y uno de artillería— a su disposición para defender la frontera con Luxemburgo y la parte adyacente francesa.
Unas pocas semanas después, el 19 de septiembre de 1939, las unidades bajo su mando fueron reorganizadas como la 72.ª División de Infantería, con su cuartel general en Coblenza. Dada su asignación principal, se entiende que la división no fuera considerada un prioridad, y como consecuencia, consistía de unidades de valor de combate bajo. Los meses siguientes, permaneció de servicio en el frente occidental durante la drôle de guerre. No se enfrentó al temido ataque de los Aliados Occidentales, aparte de algunos enfrentamientos menores y leves. Unos meses antes del ataque alemán a Francia, en febrero de 1940, Mattenklott fue promovido a teniente general. 

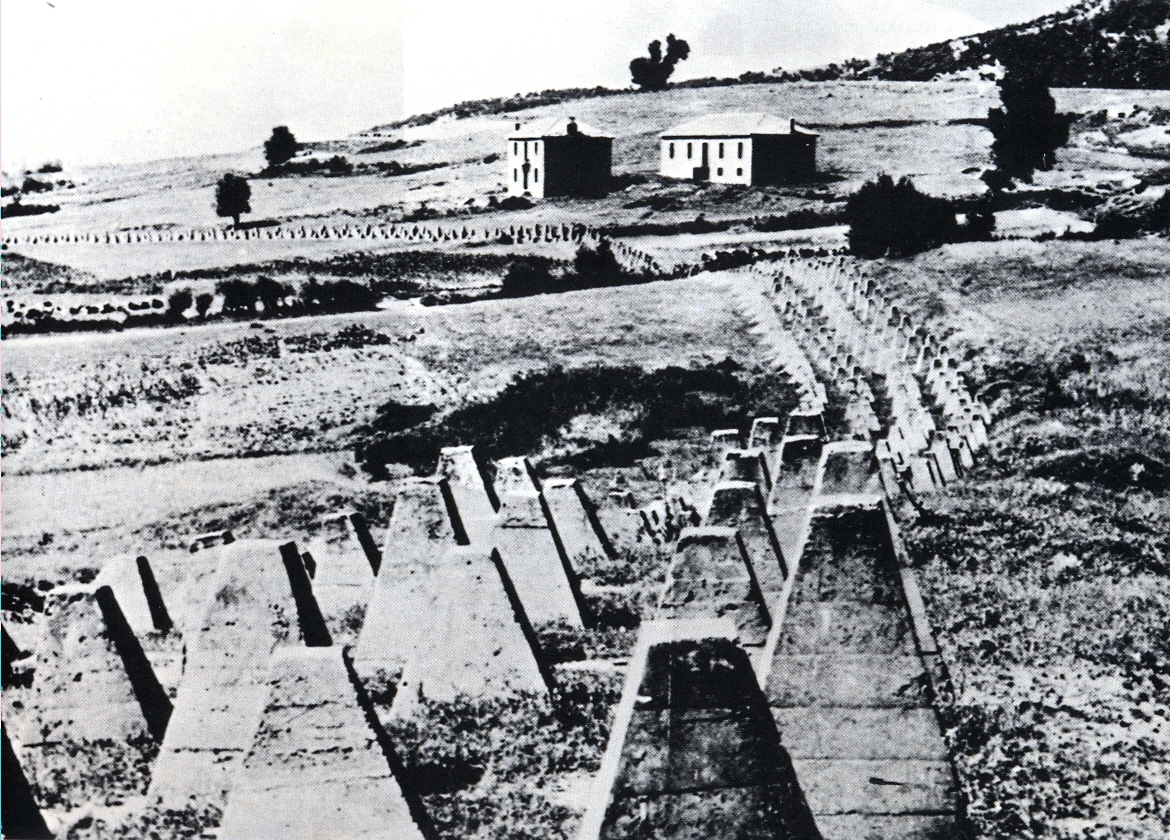
Una vista de defensas antitanque (dientes de dragón) en la Línea Metaxas.

Las unidades de Mattenklott tuvieron una participación limitada en la Batalla de Francia en mayo-junio de 1940. Uno de los veteranos de la división reclamó después de la guerra que su unidad fue ordenada atacar posiciones francesas en un bosque, supuestamente dirigida por unidades inferiores. Mattenklott supuestamente prohibió el apoyo aéreo, resultando en un fracaso operativo, urgiendo al veterano a llamar sin rodeos a Mattenklott "un idiota". Se acepta generalmente que la división de Mattenklott operó mediocremente, incluso enfrentándose solo a una ligera resistencia. Para junio de 1940, Francia capituló, y la 72.ª División de Infantería fue dispuesta en Francia como unidad ocupacional, mientras que Mattenklott fue nombrado comandante de Metz, Alsacia-Lorena, en julio de ese año.

### Campaña balcánica
Después de un breve periodo de avituallamiento en Francia, la 72.ª División de Infantería se desplegó en Bulgaria, entonces un miembro de las potencias del Eje, en la primavera de 1941, con el propósito de tomar parte en la planeada invasión de Grecia, o "Operación Marita" (Unternehmen Marita). La división fue puesta a las órdenes del XVIII Cuerpo de Montaña (XVIII. Gebirgskorps) del General de Infantería Franz Böhme, parte del 12.º Ejército del Generalfeldmarschall Wilhelm List. En total, el Cuerpo de Böhme consistía de cuatro divisiones de infantería y un regimiento de infantería de refuerzo; esta fuerza formidable se enfrentaba a tres divisiones griegas y la fuertemente fortificada Línea Metaxas a lo largo de la región montañosa de la frontera griego-búlgara.
A la división de Mattenklott se le dio el objetivo de abrirse paso a través de las defensa al suroeste de Nevrokop, avanzando más al suroeste hasta Serres y después virar al norte para atacar el Fuerte Roupel desde atrás, con el propósito de capturar el vital cruce de carreteras nacional en el estrecho valle conocido como el Paso Rupel. La invasión empezó el 6 de abril, y hasta la noche, las tropas de Mattenklott habían fracasado en atravesar la Línea Metaxas, sufriendo graves pérdidas. Sin embargo, durante el siguiente día, se consiguió atravesarlo, pero el avance hacia Serres se retrasó debido a lo montañoso del terreno. La mayoría de los fuertes griegos continuaron resistiendo hasta el 9 de abril, pero como las fuerzas principales quedaron aisladas por el avance alemán hacia el oeste, finalmente capitularon ese mismo día. Resumiendo sus experiencias de la batalla, Mattenklott alabó al Ejército griego por su firme resistencia y valentía. Tras estos acontecimientos, el XVIII Cuerpo de Montaña avanzó hasta Tesalia. Otras unidades capturaron el resto del país, que quedó bajo total ocupación con la captura de Creta en junio.

### Invasión de la Unión Soviética
En el tiempo de iniciar la Operación Barbarroja el 22 de junio de 1941, la división de Mattenklott se hallaba en Rumania; se puso bajo el 11.º Ejército del Grupo de Ejércitos Sur como formación de reserva. Luchó inicialmente cerca de Nikolayev en Ucrania, después cruzando el río Dniéper, un punto vital que permitía el avance hacia Crimea. Mattenklott lideró sus unidades durante la Campaña de Crimea, alcanzando Sebastopol a finales de otoño. El 1 de octubre de 1941, fue promovido a General de Infantería.

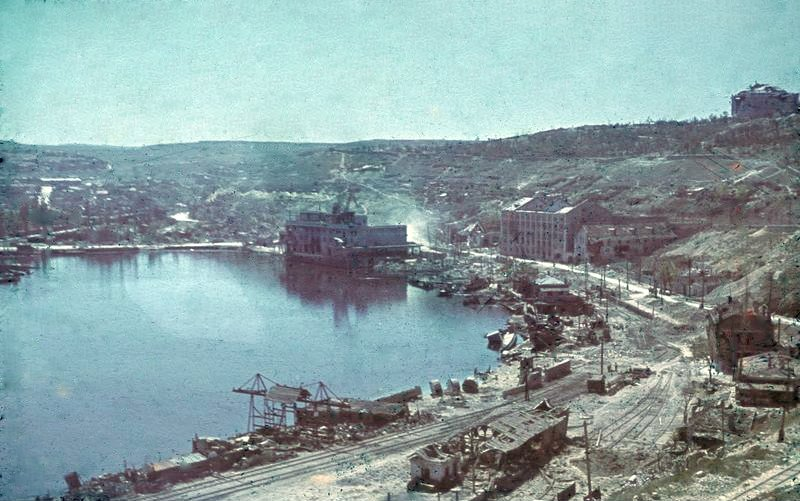
El destruido puerto de Sebastopol después de la captura de la ciudad por la Wehrmacht (julio de 1942).

Por su liderazgo de la división durante el sitio de Sebastopol en la primera mitad de noviembre de 1941, Mattenklott recibió la Cruz de Caballero de la Cruz de Hierro. Mientras estuvo en Crimea, Mattenklott se confrontó con el asesinato de judíos por unidades especiales, los Einsatzgruppen. Cuando 400 hombres judíos y 10 mujeres fueron fusilados, ostensiblemente por actos de sabotaje, Mattenklott "expresó su reconocimiento y gratitud" al responsable del Einsatzgruppe D por las ejecuciones.
Durante los meses siguientes, el 11.º Ejército, bajo el mando del General de Infantería Erich von Manstein, continuó el asedio a la cercada Sebastopol. Una crisis surgió a finales de diciembre de 1941, cuando los soviéticos lanzaron un ataque anfibio en el estrecho de Kerch y Feodosiya para recuperar Kerch y su península, amenazando con cortar la retirada al XLII Cuerpo de Ejército del Teniente General Hans von Sponeck. Aunque Manstein había dado órdenes explícitas a Sponeck de mantener su posición, mientras llegaban unidades de Sebastopol, Sponeck ordenó a su cuerpo la retirada. Furioso por su insubordinación, Manstein lo relevó de su mandó y lo remplazó por Mattenklott, quien acababa de recibir el mando del XXX Cuerpo de Ejército. Las unidades de Mattenklott, junto con el XXX Cuerpo de Ejército, pasaron los siguientes meses en amargas luchas en el este de Crimea, logrando repeler los ataques soviéticos, sufriendo e infligiendo graves pérdidas.
En mayo de 1942, Mattenklott lideró su cuerpo en la Operación Trappenjagd, un intento de aplastar las cabezas de puente soviéticas en la península de Kerch. Los alemanes lograron cercar y destruir varias unidades del Ejército Rojo, matando o capturando en torno a 175.000 soldados por menos de 3500 pérdidas para los XXX y XLII Cuerpos de Ejército.
Después de la captura definitiva de Crimea en julio de 1942, el XLII Cuerpo permaneció en servicio en la península, y Mattenklott fue nombrado comandante de Crimea (Befehlshaber Krim) el 24 de agosto de 1942. Casi inmediatamente, se confrontó con el problema de la nutrición de la población, ya que la cruel política de Manstein era confiscar todas las materias primas para sostener a las tropas alemanas. Mattenklott preocupado por el impacto en las relaciones entre el ejército y los civiles, escribió al Grupo de Ejércitos Sur en septiembre, expresando la opinión de que las tropas alemanas no deberían dar promesas a la población sobre la mejora de la situación si no eran capaces de cumplirlas. Sin embargo, no se tomaron medidas y Crimea sufrió de escasez de alimentos y hambrunas a lo largo de 1942 y 1943. Bajo el mando de Mattenklott, centenares de civiles fueron ejecutados, incluyendo aquellos acusados, a menudo erróneamente, de partisanos, comunistas, inválidos y sin techo, así como numerosos otros grupos tildados de "elementos indeseables" por la visión del mundo Nazi. Entre los perpetradores de estas atrocidades también había unidades de policía, con quien Mattenklott informó tener "una excelente cooperación". Mattenklott fue comandante de Crimea hasta abril de 1943.
Mattenklott comandó el XLII Cuerpo durante la batalla de Kursk en julio de 1943, pero su unidad jugó solo un papel marginal en la última gran ofensiva de la Wehrmacht contra el Ejército Rojo. En enero de 1944, Mattenklott temporalmente cedió el mando del Cuerpo al comandante de la 112.ª División de Infantería, Teniente General Theo-Helmut (Theobald) Lieb. El mismo mes, el Ejército Rojo intentó cercar y destruir el XLII y el XI Cuerpos de Ejército, junto con el Destacamento de Cuerpo B (Korpsabteilung B), durante el cerco de Korsun-Cherkassy. Durante las batallas que siguieron, el jefe del antinazi Comité Nacional por una Alemania Libre, el General de Artillería Walther von Seydlitz-Kurzbach, sin darse cuenta de su ausencia, apeló por carta a Matteklott y otros comandantes, urgiéndoles a la rendición para impedir la inminente destrucción. Su propuesta, sin embargo, cayó en oídos sordos. Después de semanas de dura lucha, los alemanes lograron una fuga, y Mattenklott fue convocado a revisar el avituallamiento del cuerpo y el traslado de las unidades a la ocupada Polonia, lejos de la línea de frente. También se le encargó la redacción de un informe después de la batalla (Abschlussmeldung) y una estimación de las bajas. Durante los siguientes meses, el viejo Mattenklott (para entonces 59 años de edad) no jugó un papel militar importante, salvo por su papel durante las batallas en Kovel en el noroeste de Ucrania, donde ayudó a unidades alemanas a librarse del cerco sometido por las fuerzas soviéticas.[cita requerida]

### Final de la guerra
Cuando el General de Infantería Gerhard Glokke, Comandante del Distrito Militar VI (Wehrkreis VI) en Münster, Westfalia, murió en el puesto de un ataque al corazón a principios de junio de 1944, Mattenklott fue seleccionado para sucederle, con efecto desde el 15 de junio de 1944. En muchos aspectos, fue extremadamente afortunado por haber sido transferido desde el frente oriental. Exactamente una semana después, el 22 de junio de 1944, los soviéticos lanzaron un ofensiva a gran escala, Operación Bagration, que destrozó las unidades de la Wehrmacht y pavimentó el camino hacia Alemania.
Desconocido por Mattenklott, quien aparentemente no albergaba ningún tipo de sentimiento antinazi, algunos de sus oficiales en el Wehrkreis VI estuvieron envueltos en la resistencia militar contra Hitler. El 20 de julio de 1944, después de que el coronel Claus von Stauffenberg detonara una bomba en el cuartel general de Hitler, la Guarida del Lobo en Prusia Oriental, el intento de derribar el régimen Nazi (conocido como el complot del 20 de julio) se puso en movimiento. El teniente coronel Martin Bärtels, un conspirador en el personal de Mattenklott, urgió a su superior a abandonar el cuartel general e ir a un tour de inspección. Sin embargo, el complot fracasó desde el principio en Münster. Poco después, los mandatos de los conspiradores desde el centro en Berlín para el inmediato arresto de los miembros del aparato Nazi en el Wehrkreis fueron firmados por el Mariscal de Campo retirado (Generalfeldmarschall) Erwin von Witzleben. Todavía inseguro de la situación, Matteknlott esperó pasivamente hasta que le llegó información del fracaso del golpe de Estado.
Hasta qué punto el fracaso en el complot y la respuesta brutal contra aquellos involucrados en él afectó la postura de Mattenklott hacia el negacionismo mostrado por Hitler en vista de la inminente derrota de Alemania, se desconoce. Pero mientas los Aliados Occidentales penetraban en el oeste de Alemania en la primavera de 1945,  Mattenklott seguía las órdenes poco realistas de sus superiores. Para entonces, Mattenklott lideraba las unidades del Wehrkreis en una desesperada defensa en el área en torno a Paderborn en Renania del Norte-Westfalia. El 1 de abril de 1945 informó a su superior, el Comandante Supremo en el Oeste (Oberbefehlshaber West), Generalfeldmarschall Albert Kesselring, que Paderborn estaba pérdida en favor del enemigo después "de ser defendida hasta el último hombre"; se le encomendó mantener el Bosque de Teutoburgo, pero avisó de que no podía desplegar cualquiera fuerzas significativas.
Unos días después, Mattenklott supuestamente ordenó la ejecución de Wilhelm Gräfer, el alcalde de Lemgo, por traición, ya que había intentado rendir la ciudad al Ejército de EE.UU., con el fin de evitar mayor destrucción. El propio Mattenklott se rindió a los Aliados después de varias semanas.

## Posguerra
Durante su cautiverio, Mattenklott escribió varios manuscritos históricos para el Ejército de EE. UU., incluyendo un informe sobre la batalla de Kursk. Durante los años de posguerra, Mattenklott evitó con éxito su persecución y condena por crímenes de guerra en los que estaba envuelto. Como subordinado del General Hans von Salmuth, testificó en el Juicio al Alto Mando en 1948 como testigo de la defensa para su anterior superior. Su firma fue hallada en una orden fechada el 28 de noviembre de 1941, considerando la "guerra antipartisana" en los territorios ocupados. Entre otras, la orden sugería el establecimiento de varios campos de concentración donde los rehenes "[...] están para ser fusilados y colgados [...], si ocurren ataques por partisanos en el área concernida", y adicionalmente, escribió que civiles o "soldados dispersos" serían fusilados a la vista si eran cazados armados.
Durante su interrogatorio el 29 de mayo de 1947, Mattenklott proclamó que tales medidas eran "necesarias y justificadas", pero explicó que las consideraba de "naturaleza disuasoria", ya que afirmó que una ejecución de un civil armado nunca le llamó la atención. También dijo a sus interrogadores que no tenía conocimiento del asesinato sistemático de judíos, comunistas y otros "elementos indeseables" en el Este, y categóricamente negó cualquier relación. Especialmente, destacó que no conocía "absolutamente nada" sobre el holocausto. Solo en las décadas que siguieron se hizo conocido que Mattenklott era plenamente consciente de la política Nazi de destrucción y genocidio en la Unión Soviética, las actividades de los Einsatzgruppen y que a menudo alababa la "excelente cooperación" que sus unidades tenían con los perpetradores de esos crímenes.
Otra posibilidad para la persecución de Mattenklott llegó en los siguientes años. La anteriormente mencionada ejecución del alcalde Gräfer en Lemgo había provocado una enorme indignación, y el público pedía el castigo por esa responsabilidad. Uno de ellos, el Mayor General (retirado) Paul Goerbig, presidente de la corte marcial que condenó a Gräfer, fue arrestado en Hamburgo en abril de 1949 y trasladado a Paderborn. Allí proclamó que Mattenklott era consciente de que la ejecución de Gräfer podía llevar a una condena, pero dijo a Goerbig que este caso estaba "totalmente bajo control". Mattenklott admitió que había enviado la orden de ejecución a uno de sus comandantes de división, el Mayor General Karl Becher, quien a su vez, ordenó a Goerbig proceder. Aunque, en sus propias palabras, Mattenklott tomó la responsabilidad por la orden, intentó poner toda la culpa en Becher, quien fue el responsable de establecer la corte marcial. Según Goerbig, Becher negó que hubiera redactado tal orden. Las acusaciones de Mattenklott y Goerbig contra Becher fueron consideradas satisfactorias, pero el caso procedió extremadamente lentamente. El fiscal nunca convocó a Becher a testificar, y en 1959, dos años después de la muerte de Becher, todos los procedimientos se pararon.
Para ese tiempo, sin embargo, Mattenklott estaba muerto. Pasó sus años finales en Braunlage, un resort en las montañas del Harz en Baja Sajonia. Murió allí el 28 de junio de 1954 a la edad de 69 años.

## Condecoraciones
- Cruz de Caballero de la Orden de Federico, 1.ª Clase con Espadas[8]
- Cruz de Caballero de la Cruz de Hierro el 23 de noviembre de 1941 como General der Infanterie y comandante de la 72.ª División de Infantería[37][38]
- Cruz Alemana en oro el 19 de septiembre de 1942 como General der Infanterie y comandante general del XXXXII. Cuerpo de Ejército[39]

### Citas
1. 1 2 3  Wegner, 1990, p. 845.
2. ↑  von Preradovich, 1978, p. 101.
3. 1 2 3 4 5 6 7 8 9 10  Keilig, 1956, p. 212.
4. ↑  Jahrbuch der Berliner Börse: Ein Nachschlagebuch fur Bankiers und Kapitalisten. Berlin 1895, p. 572.
5. ↑  Grabowski, 1998, p. 79.
6. ↑  Robinson y Robinson, 2009, p. 180.
7. ↑  Rangliste der Königlich Preussischen Armee und des XIII. (Königlich Württembergischen) Armeekorps für 1912, p. 226.
8. 1 2 3  Reichswehr Ministry, 1927, p. 16.
9. ↑  Hoffmann, 1985, p. 56.
10. 1 2  Mitcham, 2007, p. 72nd Infantry Division.
11. ↑  Tekampe, 1989, p. 121.
12. ↑  Blau, 1986, p. 81.
13. ↑  Blau, 1986, p. 79.
14. ↑  Stockings y Hancock, 2013, p. 132.
15. ↑  Stockings y Hancock, 2013, p. 156 and 167–68.
16. ↑  Stockings y Hancock, 2013, p. 193.
17. ↑  Blau, 1986, p. 102.
18. ↑  Haupt, 1992, p. 61.
19. ↑  Neumann, 1998, p. 1115.
20. 1 2  Stein, 2007, p. 348.
21. ↑  Lemay, 2010, p. 223.
22. ↑  Forczyk, 2008, p. 14.
23. ↑  Forczyk, 2008, p. 36.
24. ↑  Kunz, 2005, p. 77.
25. ↑  Oldenburg, 2004, p. 96.
26. ↑  Kunz, 2005, p. 142.
27. ↑  Oldenburg, 2004, p. 134–37.
28. ↑  Kunz, 2005, p. 84.
29. 1 2  Newton, 2002, p. 32–33.
30. ↑  Nash, 2002, p. 23.
31. ↑  Stein, 2007, p. 136.
32. ↑  Nash, 2002, p. 358 and 366.
33. ↑  Hoffmann, 1996, p. 447.
34. ↑  Hohmann, 1980, p. 391–392.
35. 1 2  Kriegsverbrechen/Lemgo. An einem Baum. In: Der Spiegel Nr. 9/1970, p. 56–57.
36. ↑  Trials of War Criminals Before the Nuernberg Military Tribunals Under Control Council Law No. 10, Nuernberg October 1946–April 1949, Volume XI. Washington, DC: Government Printing Office, 1950
37. ↑  Fellgiebel, 2000, p. 304.
38. ↑  Scherzer, 2007, p. 530.
39. ↑  Patzwall y Scherzer, 2001, p. 297.